# Federal League

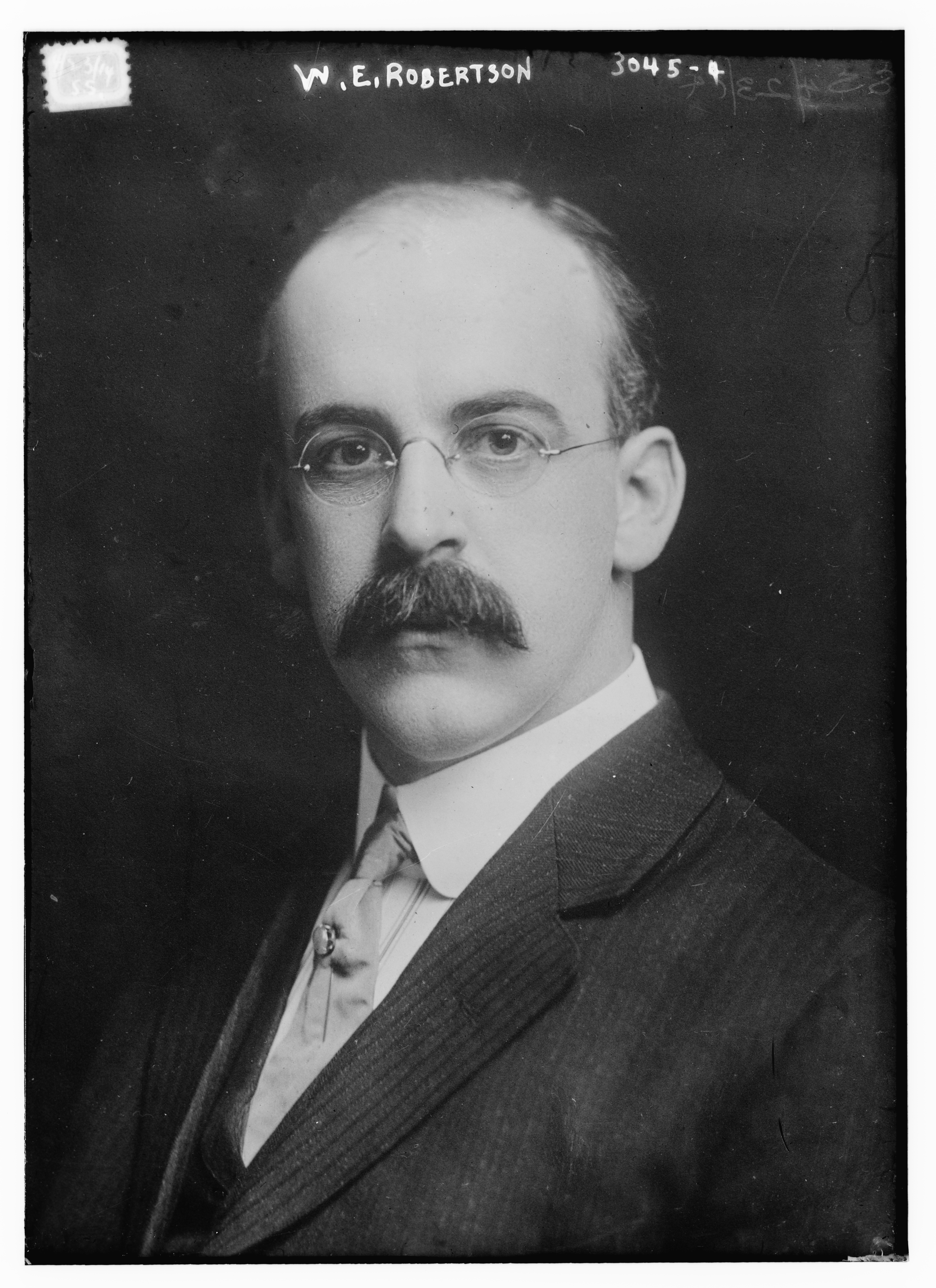
William E. Robertson foi presidente do time de Buffalo na Federal League, o Buffalo Blues.

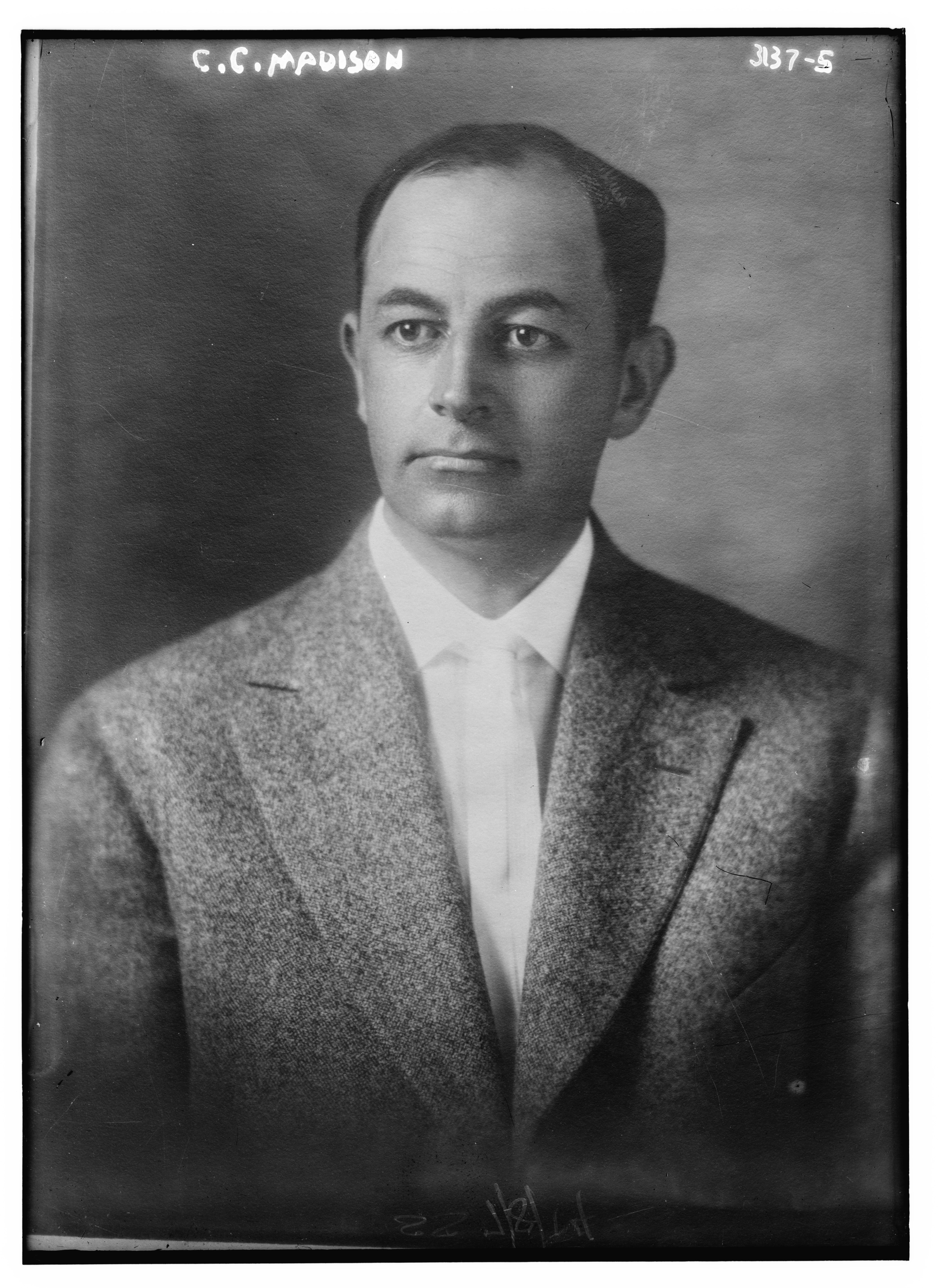
C. C. Madison em 1915. Foi o antigo proprietário do time de Kansas City na Federal League, o Kansas City Packers.

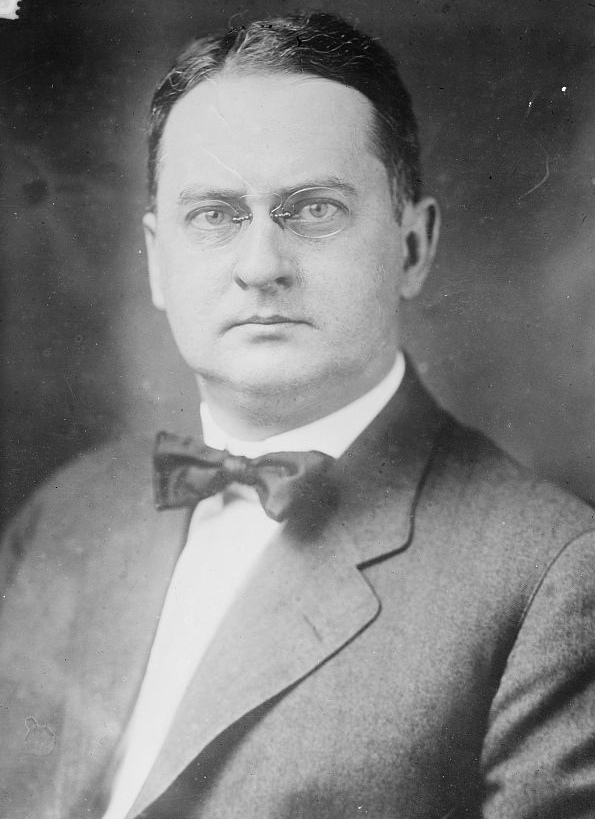
Keene H. Addington da Federal League por volta de 1915.

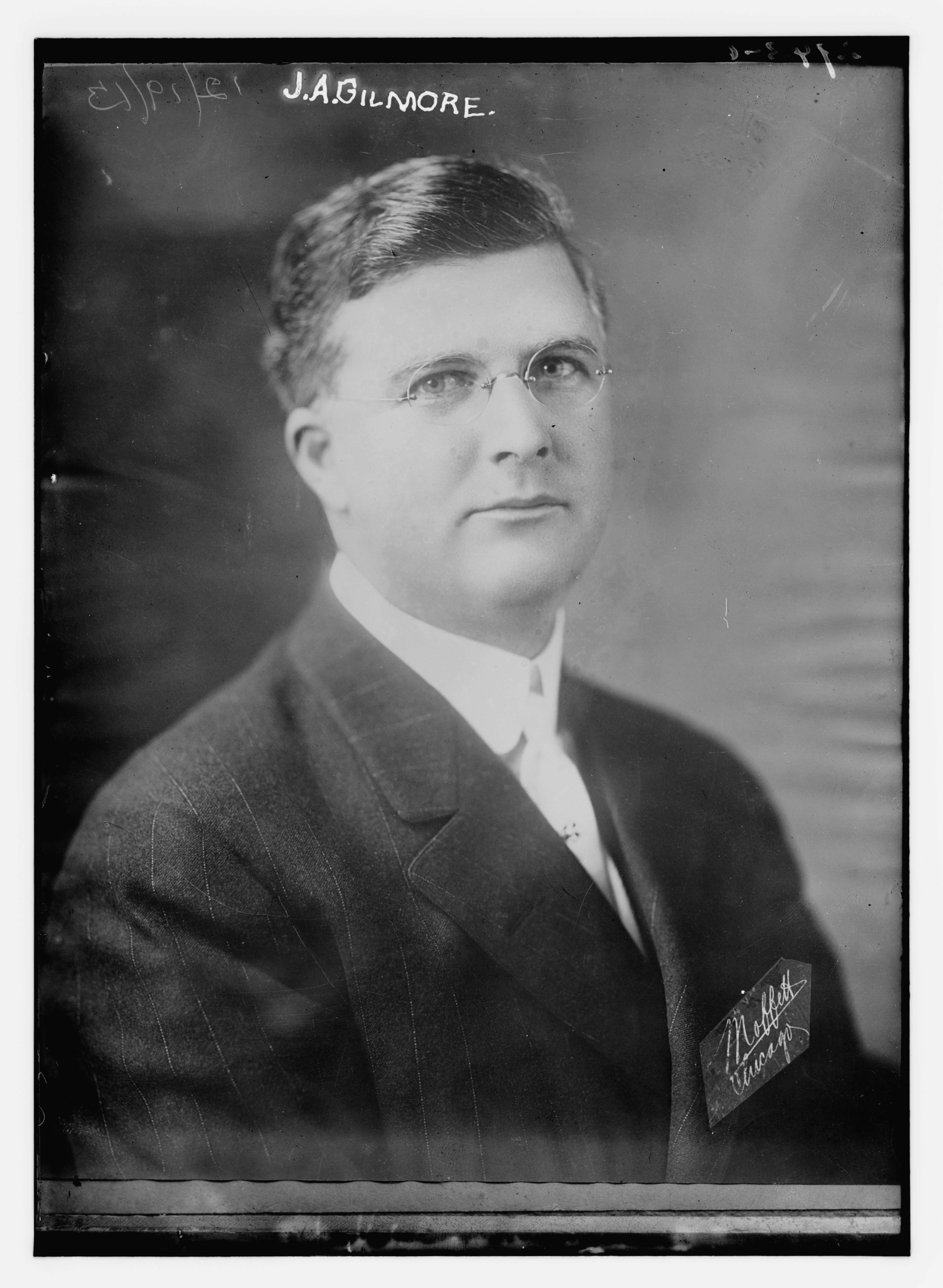
James A. Gilmore da Federal League por volta de 1913.

A Federal League of Base Ball Clubs, conhecida simplesmente como Federal League, foi uma liga profissional de beisebol que teve sua primeira temporada em 1913 e operou como uma "terceira  grande liga", concorrendo com as já estabelecidas  Liga Nacional e a Liga Americana de 1914 até 1915
A Federal League se formou no começo de 1913 através do trabalho de John T. Powers e imediatamente desafiou o beisebol organizado já existente. Detratores a chamavam de liga "fora-da-lei" pois permitia aos jogadores evitar as restrições das outras ligas como a chamada "cláusula de reserva", que era parte dos contratos dos jogadores e que declarava que após o término do contrato, os direitos do jogador eram retidos pelo time. Isto significava que o jogador não estava livre para entrar em outro contrato com outro time. Uma vez assinado o contrato, um jogador poderia ser novamente contratado, negociado, vendido ou liberado conforme o capricho do time. A competição entre as ligas levou o salário dos jogadores às alturas, demonstrando pela primeira vez o potencial de barganha de ser "livre" após o término do contrato.
Interferências da Liga Nacional e Liga Americana em suas operações causaram o fechamento da Federal League após a temporada de 1915. Isto resultou em um marco divisório nas ações legais federais conhecida como Federal Baseball Club v. National League, na qual a Suprema Corte dos Estados Unidos em última instância decidiu que a Lei Sherman Antitruste não se aplicava à Major League Baseball. A Federal League deixou sua marca na história do beisebol no campo agora conhecido como Wrigley Field, que foi originalmente construído para o time da Federal League, Chicago Whales. A própria liga e muitos cronistas esportivos a consideraram uma grande liga durante sua existência; o beisebol organizado reconheceu seu status de grande liga em 1968. Seria a última grande liga independente fora da estrutura estabelecida do beisebol profissional a fazê-lo para o campo de jogo, e seria a última tentativa séria de criar uma terceira grande liga até a abortada Continental League de 1960.

## História
Em 1912, o promotor de beisebol John T. Powers formou uma liga profissional independente conhecida como Columbian League. Entretanto, a retirada de um de seus principais investidores causou o encerramento da liga sem jogar ao menos um jogo. O destemido Powers tentou novamente no ano  seguinte, criando uma nova liga com times de Chicago, Cleveland, Pittsburgh, Indianápolis,  St. Louis e  Covington. Ele batizou a organização de Federal League e serviu como seu primeiro presidente.
Por não respeitar o Acordo Nacional sobre pagamento de jogadores que se usava no beisebol organizado, a Federal League foi chamada de "liga fora-da-lei" por seus competidores. O status de fora-da-lei da Federal League a permitiu recrutar jogadores dos clubes estabelecidos e isso atraiu muitos jogadores atuantes e ex-jogadores das grandes ligas bem como das ligas menores. Em sua primeira temporada Powers inicialmente serviu como presidente, mas foi logo substituído por James A. Gilmore, sob cuja liderança se declarou uma grande liga durante a temporada de 1914. Outros financiadores da Liga incluíam o barão do petróleo Harry F. Sinclair, o magnata do gelo Phil Ball e George S. Ward da Ward Baking Company.
Como um circuito principal, a Federal League consistia em oito times por temporada. Quatro destes times foram colocados em cidades já com grandes ligas atuando: Chicago, St. Louis, Pittsburgh e Brooklyn. Os outros quatro times foram colocados em áreas mais marginais como Baltimore, Buffalo, Indianapolis e Kansas City. No primeiro ano, 1914, alguns dos times tinham apelidos oficiais e alguns não, mas de qualquer maneira, cronistas esportivos estavam inclinados a inventar seus próprios apelido: "ChiFeds", "BrookFeds", etc. Na segunda temporada, a maioria dos times tinha um apelido "oficial", embora muitos cronistas ainda chamassem alguns times de "-Feds".
Para obter sucesso a Federal League precisava de jogadores das grandes ligas. Walter Johnson assinou um contrato de três anos com o time de  Chicago mas o dono do Senators, Clark Griffith foi pessoalmente à casa de Johnson em Kansas e fez uma bem sucedida contra-oferta. Os jogadores da Major League que foram para a  Federal League incluíam Bill McKechnie, Claude Hendrix, Jack Quinn,  Russell Ford, Tom Seaton, Doc Crandall, Al Bridwell, Hy Myers e Hal Chase. A Federal League também recrutou nomes das grandes ligas para serem técnicos dos novos times. Joe Tinker foi o técnico do time de Chicago, Mordecai Brown foi o técnico do time de St. Louis e  Bill Bradley foi para o time do Brooklyn.
A liga teve corridas apertadas pela flâmula. Em 1914, Indianapolis bateu o Chicago por 1½ jogo. A temporada de 1915 testemunhou a corrida mais acirrada pela flâmula da história das grandes ligas, com cinco times lutando até a semana final da temporada. O vencedor, Chicago, terminou com 0 (zero) jogos e 0,01% pontos à frente do segundo colocado e meio jogo e 0,04% à frente do terceiro lugar.
Durante o período de descanso de 1914-15 os proprietários da Federal League conduziram uma ação judicial antitruste contra as Ligas Nacional e Americana. A ação terminou com o juíz federal (e futuro Comissário de Beisebol) Kenesaw Mountain Landis, permitindo que o caso definhasse enquanto instou as partes à uma negociação. Uma ação rápida poderia ter feito a diferença, mas sem o avanço do processo, a Federal se encontrou em profundas dificuldades financeiras.
Após a temporada de 1915 os proprietários das Ligas Nacional e Americana compraram metade dos times de Pittsburgh, Newark, Buffalo e Brooklyn da  Federal League. Dois proprietários compraram franquias em dificuldades nas ligas estabelecidas: Phil Ball, dono do St. Louis Terriers, comprou o  St. Louis Browns da Liga Americana e  Charles Weeghman, dono do Chicago Whales, comprou o Chicago Cubs. Ambos proprietários fundiram seus times com os já estabelecidos. O Kansas City foi declarado falido e assumido pelo escritório da liga após o encerramento da temporada regular e os proprietários do Baltimore rejeitaram a oferta feita. Eles tentavam comprar uma franquia existente e movê-la para sua cidade mas foram rejeitados e entraram com ação mas sem sucesso.

## Legado
Um dos mais famosos campos de beisebol foi originalmente construído para um time da Federal League: o Wrigley Field, casa do Chicago Cubs, começou sua longa existência como Weeghman Park, a casa do Chicago Whales. Marc Okkonen, em seu livro sobre a Federal League, se refere ao  Wrigley como um "monumento silencioso" para a mal sucedida Federal League. Fora isto, poucos restos visíveis foram deixados pela Federal League. O  Baltimore vendeu suas instalações para o  Baltimore Orioles da International League, que o renomeou para  Oriole Park e jogou lá por quase 30 anos antes de ser destruído por um incêndio em 1944. O campo do Newark foi também usado por um time das ligas menores por curto tempo.
O Washington Park III em Brooklyn, completado após a temporada de 1915 estava a caminho, parecia muito com o Weeghman Park em Chicago. Foi usado por vários esportes até o fim de 1917 e então para armazenamento até a Brooklyn Edison Electric a comprar em 1925 e pouco depois botá-la abaixa. O muro do campo direito ainda está em pé.
Os outros campos da Federal League foram demolidos rapidamente, incluindo a casa do Pittsburgh Rebels, Exposition Park, que tinha sido a casa do   Pittsburgh Pirates da Liga Nacional até se mudarem para o Forbes Field em 1909.
Dos locais que tiveram times na Federal League, cinco ainda tem times da MLB. São eles: Baltimore, Chicago, Kansas City, Pittsburgh e St. Louis.  Brooklyn tem um time na New York-Penn League, conhecido como Brooklyn Cyclones. O  Brooklyn Dodgers se mudou para Los Angeles em 1958, embora o New York Mets tenha sido locado no bairro adjacente ao Queens desde 1964. Buffalo e Indianapolis tem times na  International League, o Buffalo Bisons e o Indianapolis Indians, respectivamente. Newark tinha um time, o Newark Bears, na liga independente  Can-Am League, que fechou após a temporada de 2012.
Há uma façanha digna de nota acontecida na Federal League. Eddie Plank, arremessando pelo St. Louis Terriers, alcançou sua 300ª vitória em 14 de Setembro de 1915 no Handlan's Park em St. Louis, se tornando o primeiro jogador canhoto a conseguir 300 vitórias na história da MLB e um dos únicos cinco até 2008. Entretanto, a conquista não foi reconhecida pela Major League Baseball até 1968.

## Membros do Hall of Fame
Jogadores membros do  Hall of Fame que jogaram pela Federal League:
- Chief Bender — Baltimore Terrapins (1915)
- Mordecai Brown — St. Louis Terriers, Brooklyn Tip-Tops (1914); Chicago Whales (1915)
- Bill McKechnie — Indianapolis Hoosiers (1914); Newark Peppers (1915)
- Eddie Plank — St. Louis Terriers (1915)
- Edd Roush — Indianapolis Hoosiers (1914); Newark Peppers (1915)
- Joe Tinker — Chicago Whales (1914–1915)

## Campeões
- 1913 Indianapolis Hoosiers
- 1914 Indianapolis Hoosiers
- 1915 Chicago Whales

## Times
- Baltimore Terrapins (1914–15)
- Brooklyn Tip-Tops (1914–15)
- Buffalo Blues (1914–15)
- Chicago Whales (1913–15)
- Cleveland Green Sox (1913)
- Covington Blue Sox (1913) (Transferido para Kansas City no meio da temporada)
- Indianapolis Hoosiers  (1913–14) (Mudou para Newark, 1915)
- Kansas City Packers (1913–15) (Estabelecido em Covington até o meio da temporada de 1913)
- Newark Peppers (1915) (Era em Indianapolis, 1914)
- Pittsburgh Rebels (1913–15)
- St. Louis Terriers (1913–15)